# Paul Grümmer

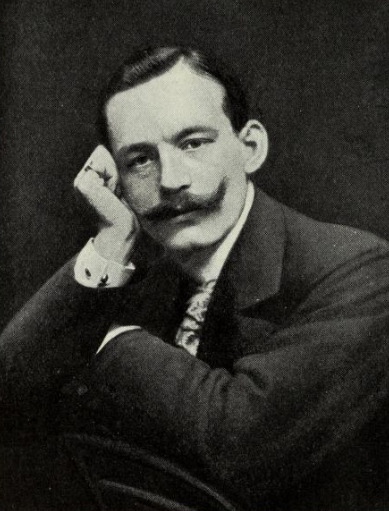
Paul Grümmer (circa 1903)

Paul Grümmer (* 26. Februar 1879 in Gera; † 30. Oktober 1965 in Zug) war ein deutscher Cellist.

## Leben
Grümmer studierte am Konservatorium in Leipzig bei Julius Klengel.
Paul Grümmer spielte im Orchester der Wiener Staatsoper. Außerdem wurde er bekannt als Mitglied des Busch-Quartettes, dem er bis 1930 angehörte, und des Stross-Quartetts (1929 und 1937–1940). Er schrieb eine Schule für die Viola da gamba, spielte dieses Instrument in Ensembles für frühe Musik und arbeitete mit Wanda Landowska zusammen. Als Cellist gründete er zusammen mit dem Geiger Váša Příhoda und dem Pianisten Michael Raucheisen 1937 das Meister-Trio, das bis 1943 bestand.
Grümmer unterrichtete zeitweilig an der Wiener Musikhochschule. Zu seinen Schülern gehörte zwischen 1944 und 1948 Nikolaus Harnoncourt. Grümmer stand 1944 auf der Gottbegnadeten-Liste.

## Werke
- Die Grundlage der Klassischen und Virtuosen Technik auf dem Violoncello. Universal Edition, Wien 1942.
- Harmonische neue tägliche Übungen für Violoncello. Bote & Bock, Berlin 1954.
- Viola da gamba Schule. Simrock, Berlin 1928.
- Begegnungen – Aus dem Leben eines Violoncellisten. München 1963.

## Dokumente
Briefe von Paul Grümmer befinden sich im Bestand des Leipziger Musikverlages C. F. Peters und im Bestand des Musikverlages A. J. Benjamin/Sikorski im Sächsischen Staatsarchiv Leipzig.